# Lourgou
Lourgou est un village situé dans le département de Kongoussi de la province du Bam dans la région du Centre-Nord au Burkina Faso.

## Géographie

### Localisation
Lourgou fait partie des 57 villages administratifs de la commune de Kongoussi. Le village est situé dans la partie nord-ouest à une trentaine de kilomètres de ladite ville.

### Géologie et relief

#### Relief
Le village fait partie de la pénéplaine centrale dont les altitudes les plus élevées se situent autour de 500 m d’altitude dans les parties sud-ouest (proche de Loaga-Foulbé, Sakou et Sakou-Foulbé) et ouest (à côté de Yougounini). Les moyennes se situent autour de 380 m. Le terroir a une inclinaison générale Sud-Nord. Le relief soumis à l’érosion a été aplani au cours du temps.
Lourgou présente un relief relativement accidenté, vestige de mouvements tectoniques et qui a enregistré de nombreuses collines dont l’altitude moyenne se situe entre 200 et 300 m, des ravins et de quelques bas-fonds.

#### Sols
On observe des plateaux latéritiques qui se caractérisent par des escarpements et des dépressions périphériques formant des pédiments vallonnés gravillonnaires et des plaines sédimentaires traversées par des bas-fonds assez érodés.
On distingue trois types de sols :
- Les lithosols des plateaux cuirassés sont des sols qui connaissent le phénomène très accentué du cuirassement où l’on note la quasi-absence d’une couche de terre et de végétation ; ils constituent des zones d’accumulation des colluvions provenant de l’érosion des collines. Ces sols sont utilisés à des fins sylvo-pastoraux.
- Les sols ferrugineux tropicaux se rencontrent sur les pentes des plateaux ; ils sont de couleur variable rougeâtre, brunâtre ou grisâtre et sont peu profonds (inférieur à 40 cm). Ils proviennent de l’altération des cuirasses, leur vocation est essentiellement agro-sylvo-pastorale.
- Les sols sablo-limoneux se rencontrent dans les vallées ou fonds des vallées. Ils sont plus ou moins imperméables, de couleur variable, sombre ou noirâtre et sont profonds (supérieur à 40 cm : leur aptitude agro-sylvo-pastorale trouve l’assentiment du monde paysan[2].

Somme toute, ces différents sols sont soumis aux facteurs naturels et anthropologiques qui accélèrent leur dégradation et leur appauvrissement. Les éléments géo-morpho-pédologiques supportent une végétation et une hydrographie.

### Climat
Le village appartient au climatique soudano-sahélienne caractérisé par une pluviométrie variant entre 500 et 800 mm d’eau de pluie par an et deux saisons marquées alternativement par des vents d’harmattan et de mousson,.
La saison sèche comporte deux périodes :
- Une période sèche et froide qui débute à partir de mi-novembre avec les vents d’harmattan soufflant du nord-est vers le sud-ouest. Le mois le plus froid est celui de décembre ;
- Une période sèche et chaude qui s’installe à partir de mars et qui se renforce en avril[3],[4].

La pluviométrie est irrégulière dans le temps et dans l’espace avec une tendance à la baisse. Ce caprice pluviométrique est préjudiciable aux récoltes, au couvert végétal et à la disponibilité des eaux,.
| Année | Station   | Avril | Avril | Mai  | Mai | Juin  | Juin | Juillet | Juillet | Août  | Août | Septembre | Septembre | Octobre | Octobre | Cumul saison | Cumul saison |
| Année | Station   | H     | J     | H    | J   | H     | J    | H       | J       | H     | J    | H         | J         | H       | J       | H            | J            |
| ----- | --------- | ----- | ----- | ---- | --- | ----- | ---- | ------- | ------- | ----- | ---- | --------- | --------- | ------- | ------- | ------------ | ------------ |
| 2010  | Kongoussi | -     | -     | 19,8 | 3   | 57,8  | 6    | 181,3   | 12      | 201   | 11   | 138,5     | 6         | 102,7   | 4       | 701.1        | 42           |
| 2011  | Kongoussi | 4     | 2     | 4    | 2   | 60.6  | 5    | 204     | 16      | 285.2 | 12   | 67        | 5         | 0       | 0       | 624.8        | 46           |
| 2012  | Kongoussi | 30.6  | 2     | 10   | 1   | 170,5 | 9    | 140.4   | 12      | 229,9 | 15   | 84,1      | 6         | 26.2    | 3       | 706,2        | 49           |

Le tableau permet de constater que la pluviométrie au niveau de la province du Bam se caractérise par sa faiblesse et son irrégularité, bien que la moyenne pluviométrique soit de 600 mm dans cette zone au cours de ces 3 dernières années.

### Hydrographie

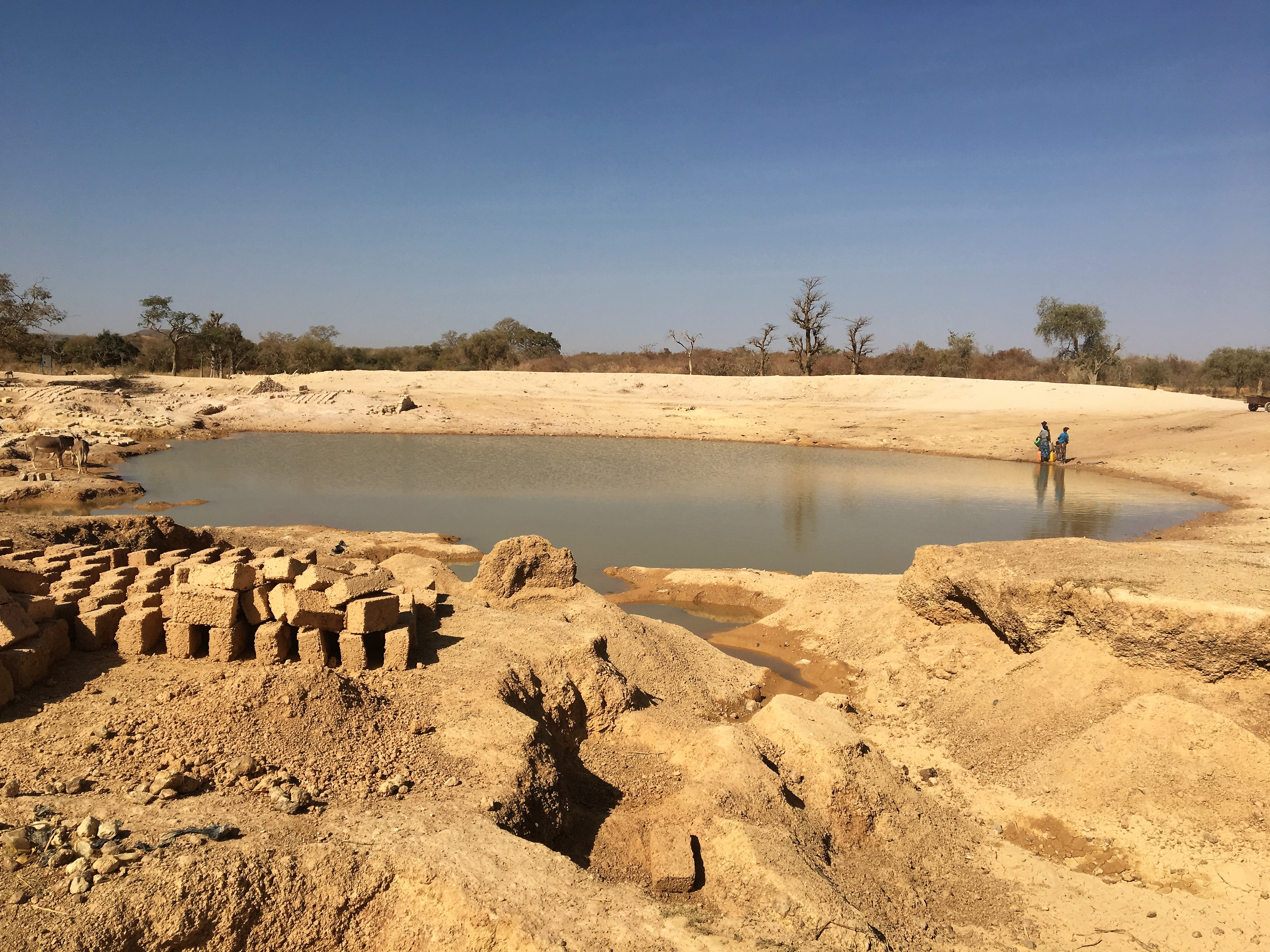
Bouli de Lourgou.

Le réseau hydrographique est constitué de bas-fonds, marigots et de boulis. Ces points d’eau saisonniers ont plusieurs affluents et servent d’abreuvement pour les animaux et de simples activités de contre-saison pendant une période très courte de l’année. L’ensemble de ces petits cours d’eau donnent naissance à de bas-fonds aménageables à des fins agricoles et maraîchères. Toutefois, les études hydrogéologiques actuelles ne permettent pas d’évaluer avec exactitude les eaux souterraines à ce niveau.

### Végétation et faune

#### Végétation
Lourgou appartient au domaine nord-soudanien avec une végétation à prédominance savane parc espèces rencontrées dans les champs et de savane arbustive. La végétation originelle est de type savane arborée qui s’est fortement dégradée ces dernières années du fait de la sécheresse et de la forte pression anthropique. Les formations végétales naturelles encore présentes sont les reliques de fortes galeries le long des cours d’eau, les savanes et les steppes,.
La composition floristique varie et l’on peut retenir des îlots de végétation constitués de grands arbres et d’arbustes denses le long des bas-fonds, clairsemée dans les champs et jachères. À ce niveau, on y rencontre essentiellement les espèces suivantes :
| Nom scientifique      | Nom français      | Nom en moré |
| --------------------- | ----------------- | ----------- |
| Mitragyna inermis     |                   | Hiliga      |
| Anogeissus leiocarpus | Bouleau d'Afrique | Siiga       |
| Khaya senegalensis    | Caïlcédrat        | Kouka       |
| Vitellaria paradoxa   | Karité            | Taâga       |
| Adansonia digitata    | Baobab africain   | Toeega      |
| Azadirachta indica    | Margousier        | Neem        |
| Lannea microcarpa     | Raisinier         | Sabga       |
| Tamarindus indica     | Tamarinier        | Pusga       |
| Sclerocarya birrea    | Marula            | Noabga      |
| Balanites aegyptiaca  | Dattier du désert | Kieglga     |

La végétation est constituée principalement d’arbustes dans les savanes et est composée majoritairement par les espèces suivantes :
| Nom scientifique        | Nom français | Nom en mooré |
| ----------------------- | ------------ | ------------ |
| Combretum micranthum    | Kinkeliba    | Koglmuga     |
| Piliostigma reticulatum |              | Bagandé      |
| Guiera senegalensis     |              | Wilenwiiga   |

#### Faune
Elle est peu riche dans ce milieu à cause de la dégradation du couvert végétal. Elle se résume de nos jours aux espèces consignées dans le tableau ci-contre.
| Espèces     | Nom scientifique            | Nom en mooré |
| ----------- | --------------------------- | ------------ |
| Lièvre      | Lepus capensis              | Soamba       |
| Francolin   | Francolinus bicalcalcaratus | Koadinga     |
| Tourterelle | -                           | Walé         |
| Ecureuil    | Xerus erytropus             | Kiiga        |
| Vipère      | Echis carinatus             | Rourouga     |
| Rat sauvage | -                           | Rayouga      |
| Varan       | Varanus exathematicus       | Wiougou      |
| Caïman      | -                           | Gnebga       |
| Tortue      | -                           | Kuri         |
| Sardine     | -                           | Tantaré      |
| Silure      | -                           | Saala        |
| Carpe       | Tilapia niloticus           | Pian         |
| Grenouille  | -                           | Loanga       |

## Politique et administration
Lourgou en langue moré veut dire : « lougli », ce qui veut dire « je m’installe ici ». Après une bataille en passant par Rissiam, le jeune prince décide d’y rester. Le 1er chef  fut naba Tassenka. Plusieurs familles vivent en bon terme. Les familles les plus nombreuses sont les Ouédraogo qui viennent du Yatenga et les Zoungrana de Sabcé, un des grands cantons du département de Kongoussi. Les religions par ordre d’importance sont : l’islam, le catholicisme, le protestantisme et l’animisme.
Le chef de terre, un vieux sage est chargé de la gestion de l’espace territorial du village. Il est également responsable des lieux de cultes et officie les sacrifices et les rites.

## Population et société

### Données démographiques
Selon les données du recensement général de la population de 2006, la population du village se décompose comme suit :
| Ensemble | Groupe d'âges (ans) | Groupe d'âges (ans) | Groupe d'âges (ans) | Groupe d'âges (ans) | Groupe d'âges (ans) | Groupe d'âges (ans) | Groupe d'âges (ans) | Groupe d'âges (ans) | Groupe d'âges (ans) | Groupe d'âges (ans) | Groupe d'âges (ans) | Groupe d'âges (ans) | Groupe d'âges (ans) | Groupe d'âges (ans) | Groupe d'âges (ans) |
| Total    | hommes              | femmes              | 0                   | 1 - 2               | 3                   | 4                   | 5                   | 6 - 11              | 12 - 14             | 15                  | 16                  | 17 - 19             | 20 - 24             | 25 - 64             | 65 et +             |
| -------- | ------------------- | ------------------- | ------------------- | ------------------- | ------------------- | ------------------- | ------------------- | ------------------- | ------------------- | ------------------- | ------------------- | ------------------- | ------------------- | ------------------- | ------------------- |
| 532      | 239                 | 293                 | 12                  | 31                  | 21                  | 14                  | 20                  | 119                 | 47                  | 4                   | 12                  | 20                  | 38                  | 162                 | 26                  |

Le tableau permet de constater que la tranche d’âge comprise entre 6 et 14 ans c’est-à-dire scolarisable est la plus importante et croît d’année en année. On remarque également que les femmes sont toujours plus nombreuses.

### Organisation coutumière et sociale
Il existe deux types d’organisations sociales (traditionnelles et modernes).

#### Organisation sociale traditionnelle et moderne

##### Organisation sociale traditionnelle
Les entités territoriales que sont les villages sont soumises à un ensemble de règles dont l’objectif visé est de contribuer à une gestion sociale sécurisante. Aussi dans la société traditionnelle mossi, le pouvoir est-il détenu par un chef de village et l’on peut distinguer deux niveaux de gestion de la vie socio-politique :
- Le Naba ou chef du village : La hiérarchisation du pouvoir reconnaît le niveau supérieur au Naba, garant de l’unité et de cohésion sociale de tous les groupes sociaux relevant de son entité territoriale. Il veille au respect des valeurs des pratiques et de l’ordre établi par l’idéologie moaga appelé Rog-mik. Notons que dans ce village comme dans les autres milieux moaga, cette conception est de plus en plus concurrencée par les religions introduites (islam, catholicisme et protestantisme). À côté de ce niveau qui coiffe la société, il y a le chef de terre.
- Le chef de terre ou Tengsoaba : Il est responsable des problèmes immatériels et mystiques liés à la terre. Il organise les cultes et les cérémonies sacrificielles dans le but de la paix et du développement de la société dont il a la charge. Le chef de village est aidé dans ses tâches/fonctions par le chef de terre et un conseil de sages choisis dans la famille royale ou alors parmi des personnes non membres de la famille royale mais bénéficiant de la confiance du chef et de la population. La structure ainsi formée est chargée de gérer la vie sociopolitique traditionnelle du village à travers les actions suivantes :
  - Organisation des cérémonies, rites coutumiers traditionnels, et les sacrifices impliquant tout le village ;
  - Gestion des conflits quand cela est possible. Dans les cas échéants les conflits sont transmis à des instances supérieures c'est-à-dire l’administration ;
  - Gestion du foncier et des conflits[2].

Rôle et place de la femme dans la société traditionnelle
La femme n’a pas un rôle spécifiquement déterminé. Elle est considérée comme une ménagère devant s’occuper du foyer, des travaux ménagers, des travaux champêtre, etc. Elle joue le rôle de procréatrice pour la perpétuation de la famille et est considérée comme étrangère. Elle est souvent consultée, mais ne peut influencer valablement les prises de décision. Par conséquent, elle ne détient pas de responsabilité spécifique dans la société. L’homme apparaît dans le foyer comme chef et seul décideur. Toutefois, la femme reste une actrice principale dans la vie socio-économique du village. Elle est partout sollicitée pour sa contribution physique et financière aux activités de développement du village.
Contribution de la femme dans cette société dite moderne : Avec la modernisation, la femme commence à s’épanouir et participe activement aux actions de développement. De nos jours, dans les villages, la femme joue un rôle de premier plan. Elle est très active dans le domaine des activités génératrices de revenus et n’hésite pas à donner son point de vue lors des échanges par des contributions pertinentes. Les femmes de nos jours sont très battantes et entreprenantes. De plus en plus, on rencontre des femmes dans la sphère politique. Elles sont élues conseillères municipales dans certains villages.

##### Organisation sociale moderne
Le Président du conseil villageois de développement (CVD) représente le pouvoir moderne et est considéré comme une autorité politique. Il est le représentant de l’administration publique dans chaque village. Aussi cette structure est-elle mise en place par le pouvoir public et est chargée d’impliquer et de responsabiliser les populations dans la réalisation des actions de développement.
Constitué de l’ensemble des représentants des Organisations Paysannes (OP) et des associations de développement du village, le CVD veille à l’exécution, au suivi des activités de développement initiées et est chargé également de la recherche de financement. De ce fait, la population lui fait confiance pour son rôle d’interlocuteur auprès des autorités modernes. Dans ces villages, le CVD et le chef traditionnel travaillent en collaboration pour la résolution de certains conflits et l’établissement de la cohésion sociale entre les habitants et les villages limitrophes.
Dans ce village, il existe également des conseillers municipaux qui travaillent avec le préfet et le maire dans la gestion des affaires de leurs villages. Ils assistent également le CVD et sont aussi des interlocuteurs entre le village et le conseil municipal.

#### Organisations paysannes et associations de développement
Le diagnostic organisationnel et institutionnel révèle que les organisations paysannes de base peu nombreuses sont mal structurées et moins organisées. Néanmoins, elles disposent de système de communication quoique non formalisé qui permet de distiller l’information et d’assurer également la rétro-information en leur sein. Elles entretiennent des relations de collaboration entre elles et envers les partenaires de développement. Au-delà de ces potentialités subsistent des difficultés qui fragilisent les Organisations Paysannes (OP) et menacent leur viabilité. Il a été ainsi relevé quelques dysfonctionnements, notamment leur faible capacité d’autofinancement et l’analphabétisme des membres. En effet, les organisations arrivent à peine à mobiliser les ressources nécessaires à leur bon fonctionnement et à la mise en œuvre harmonieuse des activités qui pourraient leur permettre d’atteindre leurs buts. Elles restent donc intimement liées aux rares partenaires financiers dont elles bénéficient du soutien. Ces difficultés financières affectent l’ensemble de la vie des organisations qui ont ainsi très peu accès aux formations spécifiques, aux équipements et manquent de compétences endogènes. Les aspects genres ne sont pas suffisamment pris en compte et réduisent la participation des femmes et des jeunes qui sont des couches vulnérables à la vie des organisations.
La situation des organisations paysannes et associations de développement est consignée dans le tableau ci-dessous.
| Types d’organisations paysannes | Types d’organisations paysannes | Types d’organisations paysannes | Associations de développement |
| GVM                             | GVF                             | GVE                             | Associations de développement |
| Nbre                            | Nbre                            | Nbre                            | Nbre                          |
| ------------------------------- | ------------------------------- | ------------------------------- | ----------------------------- |
| 03                              | 03                              | 00                              | 00                            |

### Services sociaux

#### Établissements scolaires
L’amélioration de l’offre éducative à travers la construction des infrastructures éducatives entraînera une hausse du taux de scolarisation et d’alphabétisation dans le village. En effet, on dénombre une école primaire qui a mis en place son APE et AME. Le rythme de recrutement dans l'école est assez faible, compte tenu du manque de salles de classe et d’enseignants,.
La situation des infrastructures scolaires dans le village se présente comme suit :
| Écoles primaires  | Écoles primaires     | Écoles primaires | Écoles primaires | Écoles primaires | Écoles primaires | Écoles primaires | Écoles primaires | Écoles primaires |
| Nombre de classes | Nombre d’enseignants | Effectif de 2012 | Effectif de 2012 | Effectif de 2012 | Effectif de 2012 | Effectif de 2012 | Effectif de 2012 | Total            |
| Nombre de classes | Nombre d’enseignants | CP               | CP               | CE               | CE               | CM               | CM               | Total            |
| Nombre de classes | Nombre d’enseignants | 1                | 2                | 1                | 2                | 1                | 2                | Total            |
| ----------------- | -------------------- | ---------------- | ---------------- | ---------------- | ---------------- | ---------------- | ---------------- | ---------------- |
| 06                | 06                   | 16               | 30               | 43               | 39               | 44               | 50               | 222              |

D’une population jeune, ce village constitue ainsi une potentialité en ressources humaines. La situation scolaire au niveau du village est relativement faible. Elle se caractérise par un faible taux de progression des effectifs, d’ouverture de classes, un faible taux de scolarisation des filles et manque de collège d’enseignement général (CEG) dans la zone.
Au niveau de l’enseignement secondaire, le CEG le plus proche est à 12 km. L’évolution de la population de ces villages commande la construction d’un CEG dans un des quatre villages afin de réduire les distances et faciliter la scolarisation des enfants du milieu.

#### Centre d'alphabétisation
Il n'y a pas de centre d'alphabétisation à Lourgou.

#### Santé
Lourgou dispose d’un CSPS sans ambulance pour les évacuations. Ce centre de santé est animé par 3 agents affectés par l’État. Aussi, on dénombre un Poste de Santé Primaire (PSP) non fonctionnel à Sam, village voisin de Lourgou,.
Les principales pathologies rencontrées par ordre d’importance sont : le paludisme, les infections respiratoires aiguës, les affections de la peau, les plaies, les affections digestives, les diarrhées, les affections astéo-articulaire les affections de l’œil, les parasitoses intestinales, la cécité et les IST,.
Le chef-lieu de la commune situé à une trentaine de kilomètres, dispose d’un Centre Médical avec Antenne Chirurgicale (CMA) et abrite également un centre médical diocésain au secteur 6. Cependant, leur accessibilité reste difficile pour les populations de son aire sanitaire à cause des longues distances à parcourir, surtout pendant la saison hivernale. La médecine, les soins curatifs, les activités de la santé maternelle et infantile et la chirurgie sont les principales activités menées dans ces formations sanitaires.
Dans le village, la médecine traditionnelle occupe une place importante dans le système de santé. En effet, plusieurs tradipraticiens apportent des soins à base de produits naturels (écorces, plantes, feuilles et racines) aux populations. Mais la cherté des produits pharmaceutiques et l’éloignement des formations sanitaires sont les principales causes de fréquentation de ces guérisseurs traditionnels.

#### Eau et assainissement

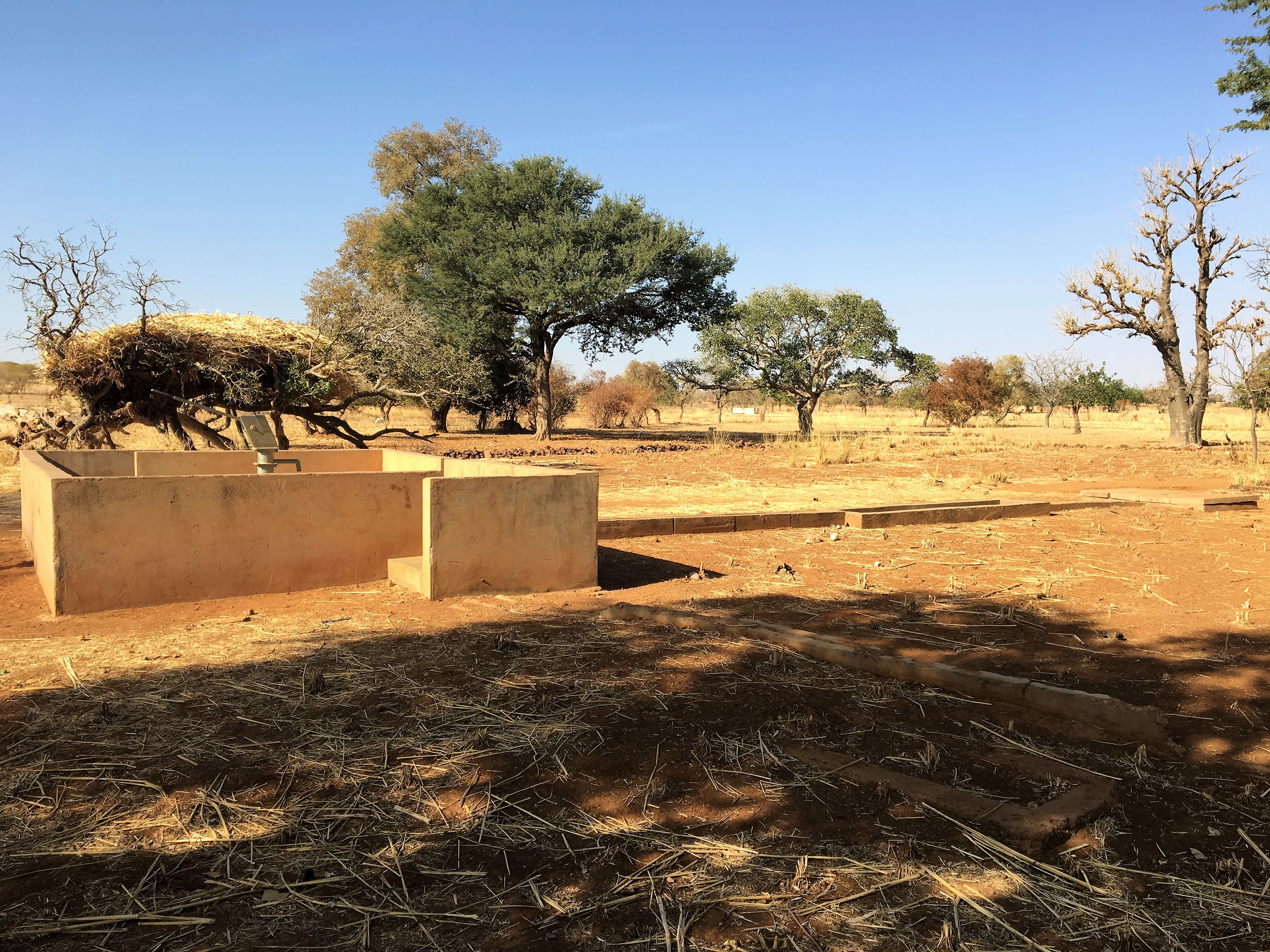
Forage de Lourgou, quartier Simandgo.

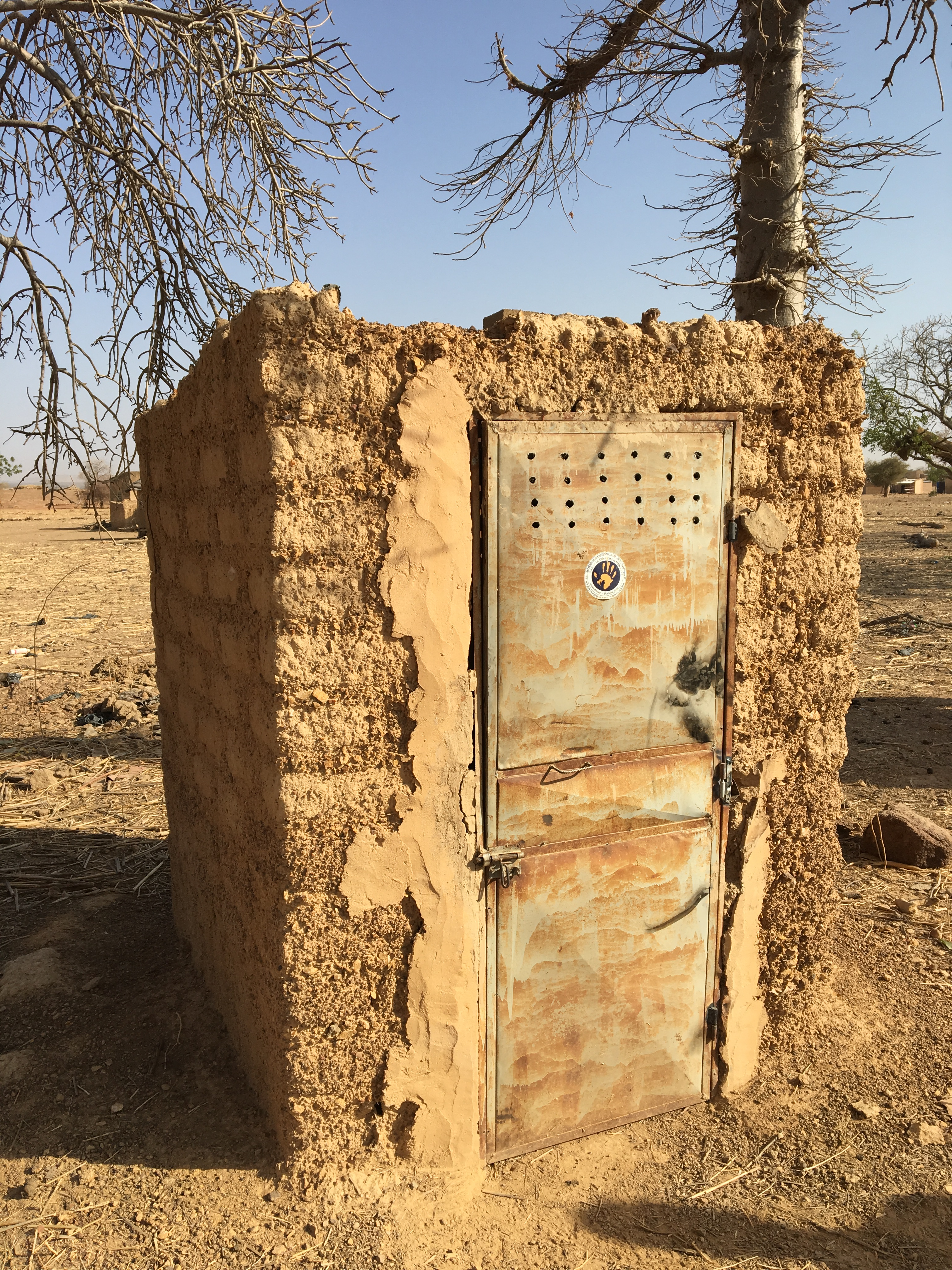
Latrine privée de Lourgou.

Les infrastructures hydrauliques au niveau du village sont constituées de forages, de puits busés, de boulis et de latrines. Dans la répartition des infrastructures hydrauliques, on constate de nombreuses disparités compte tenu du nombre de la population. En effet, la répartition géographique des équipements collectifs n’a pas toujours été le fait d’une concertation harmonieuse et réaliste.
Dans le domaine de l’assainissement des efforts ont été faits par les partenaires au développement ces dernières années et portés sur la réalisation de latrines et la sensibilisation des populations sur l’hygiène et assainissement.
| Types de réalisations | Types de réalisations | Types de réalisations | Types de réalisations | Types de réalisations | Types de réalisations | Types de réalisations | Types de réalisations | Types de réalisations   |
| Forages               | Forages               | Forages               | Puits busés           | Puits busés           | Puits busés           | Boulis                | Boulis                | Latrines fonctionnelles |
| Nb                    | État                  | État                  | Nb                    | État                  | État                  | Nb                    | État                  | Latrines fonctionnelles |
| Nb                    | F                     | NF                    | Nb                    | F                     | NF                    | Nb                    | État                  | Latrines fonctionnelles |
| --------------------- | --------------------- | --------------------- | --------------------- | --------------------- | --------------------- | --------------------- | --------------------- | ----------------------- |
| 03                    | 03                    | 00                    | 01                    | 01                    | 00                    | 01                    | F                     | 21                      |

## Économie

### Agriculture
Dans cette partie de la commune de Kongoussi, l’agriculture reste la principale activité. Elle est pratiquée sur des sols relativement pauvres. Le moyen de production reste pour l’essentiel la daba, mais quelques producteurs utilisent des animaux de trait comme l’âne et le bœuf. Les exploitations sont de petites tailles et les spéculations produites sont constituées essentiellement de céréales et de légumineuses. C’est une agriculture traditionnelle destinée à la consommation familiale et le plus souvent n’arrive pas par conséquent à couvrir les besoins de la famille. Aussi, les cultures de contre-saison ne sont-elles pas très développées par manque de maîtrise d’eau.
| Espèce                | Nom français    | Nom en moré |
| --------------------- | --------------- | ----------- |
| Sorghum sp.           | Sorgho blanc    | Baninga     |
| Oryza sativa          | Riz pluvial     | Mui         |
| Zea maïs              | Maïs            | Kamaana     |
| Sorghum bicolour      | Sorgho Rouge    | Kazenga     |
| Sesamum indicum       | Sésame          | Siini       |
| Arachis hypogaea      | Arachide        | Nangouri    |
| Vigna unguiculata     | Haricot (niébé) | Benga       |
| Voandzeia subterranea | Vandazou        | Souma       |

Bien que les thèmes techniques dispensés par les structures d’appui soient adoptés par certains producteurs, la production reste tout de même faible à cause des caprices pluviométriques et de la baisse de la fertilité des sols.
Le système de production est caractérisé par le droit foncier traditionnel et la notion de subsistance. Mais, de nos jours, ce système a évolué où les producteurs adoptent la stratégie de produire davantage pour la famille et pour la commercialisation. Le bilan céréalier du département est déficitaire ces dernières années. Aussi, les populations ont elles bénéficié de secours d’urgence sous forme de subvention de l’État et des partenaires. La nécessité de mettre en place des stocks de sécurité alimentaire et l’aménagement des bas-fonds s’impose.
Dans le village, le système de production se caractérise par :
- Un système de production dominé par la culture céréalière : mil, sorgho, maïs. Les autres spéculations de saison qu’on rencontre, légumineuses (niébé) et oléagineux (arachide) essentiellement, ne représentent qu’une faible proportion. Quant à la production maraîchère (légumes), elle est pratiquée dans les bas-fonds à Sam et Bogonam dans de petites superficies pour des variétés à cycle court compte tenu de la disponibilité en eau.
- Un capital productif (terre) en dégradation continue du fait des mauvaises pratiques culturales, de la déforestation, de la pression foncière et des caprices climatiques. Plusieurs initiatives sont développées par les populations pour freiner la dégradation des sols.
- Un niveau d’équipements très faible comprenant essentiellement des charrues à traction animale (bovine ou asine), des charrettes (pour le transport de la fumure organique et des récoltes) et quelques outils aratoires rudimentaires (daba et pioche) pour les travaux d’entretien et le zaï.
- le mode d’exploitation est de type familial. L’unité de production est familiale et gérée par le chef de ménage. Les jeunes et les femmes peuvent s’octroyer un lopin de terre pour une exploitation individuelle.
- Une production essentiellement vivrière : La principale production (céréales) est prioritairement destinée à l’autoconsommation, sauf le sorgho rouge et le sorgho blanc qui sont souvent utilisés pour la production du dolo (bière traditionnelle locale)[2].

Les principales difficultés liées à la production végétale dans ces villages sont :
- La baisse de la fertilité des sols ;
- La non-maîtrise de nouveau système de production agricole ;
- L’insuffisance des équipements agricoles ;
- L’apparition de mauvaises herbes dans les cultures ;
- L’insuffisance des terres cultivables ;
- Le manque de renforcement des capacités des acteurs (producteurs et agents d’encadrement)[2].

### Élevage
Il est la seconde activité des populations après l’agriculture. C’est une activité extensive, pratiquée de façon traditionnelle. L’alimentation du bétail est assurée par le pâturage naturel et les résidus des récoltes. Les cultures fourragères et l’utilisation des SPAI sont faiblement utilisées par les éleveurs. En marge de l’élevage extensif, certains producteurs font de l’embouche et bénéficient de formations de la part des partenaires.
Les maladies affectant le plus le cheptel sont la pasteurellose, les charbons bactéridiens et symptomatiques, les maladies de la peau et la peste pour toutes les espèces. Les animaux sont gardés en hivernage par les enfants qui les conduisent dans les zones incultes et les jachères ; en saison sèche, les animaux sont laissés à eux-mêmes sans suivi sanitaire rigoureux. Quant à leur abreuvement, il a lieu dans les cours d’eau, boulis et forages. Le cheptel est relativement important et constitue une source de revenus importante pour les producteurs et les éleveurs.
Le pâturage est constitué de jachères, les brousses inexploitées et les zones inadaptées à l’agriculture. Les observations réalisées sur les pâturages des villages indiquent une faible disponibilité en fourrage aussi bien aérien qu’herbacé. Du fait des aléas climatiques et de la forte pression des actions anthropiques sur le milieu la végétation du terroir, la terre cultivable est très dégradée le fourrage reste difficilement accessible au bétail, même en saison de pluies à cause de la disposition spatiale des champs. En effet, le pâturage dans son ensemble est dispersé entre les champs sur l’emprise villageoise formant ainsi des îlots difficilement accessibles. Cela s’explique par le fait que les villages ne disposent pas de zone pastorale et la récupération des jachères consécutive à l’insuffisance de terres cultivables dans le terroir devient de plus en plus forte. Le tapis herbacé est pauvre et composé essentiellement de Loudetia togoensis, Andropogon.
Les principales contraintes liées à l’élevage dans la zone sont :
- Le manque de pâturage (insuffisance de fourrage),
- L’insuffisance de points d’eau d’abreuvement ;
- La mortalité animale élevée ;
- Les incompréhensions entre agriculteurs et éleveurs en fonction des zones à vocation ;
- Le manque d’organisation des éleveurs ;
- L’insuffisance des équipements d’élevage (parc à vaccination et magasin de stockage d’aliments à bétail...)[2].

### Le commerce
L’activité commerciale n’est pas développée par manque de structures marchandes. Dans le village on rencontre des points de ventes où se retrouvent les femmes pour le petit commerce. Les marchés les plus importants sont situés respectivement à 5 et 10 km, à savoir Temnaoré, Sakou et Loagha. Dans les étals on rencontre des produits manufacturés pour le bonheur des populations. Toutefois l’activité commerciale est pratiquée aussi bien par les femmes que les hommes, et ces derniers fréquentent l’ensemble des marchés environnants afin d’écouler leurs marchandises.

### Orpaillage
L’activité minière est peu développée. Cependant, on dénombre 2 sites d’orpaillage respectivement à Lourgou et Sam. Ce type d’exploitation qui reste très artisanale n’est pas permanent. Du reste, en saison sèche, ces sites constituent des attractions pour plus d’une personne et les jeunes en font leur principale source de revenu par manque d’autres activités permanentes. Deux autres sites plus importants sont signalés respectivement à Zingguima et Imiéré, villages limitrophes. Femmes et jeunes y séjournent pendant la saison sèche.